# Elaphria grata
Elaphria grata är en fjärilsart som beskrevs av Jacob Hübner 1827. Elaphria grata ingår i släktet Elaphria och familjen nattflyn. Inga underarter finns listade i Catalogue of Life.